# De Kat (bolwerk Karthuizen)
De Kat was de naam van een stellingmolen op het Amsterdamse bolwerk Karthuizen, naast de Zaagmolenpoort. De molen, een achtkante bovenkruier, werd gebruikt voor het malen van koren, en is in 1869 met het slechten van de stadswallen afgebroken.
De naam van het Bolwerk is afkomstig van het kartuizerklooster, een in 1392 gesticht klooster dat voor de Alteratie door de Geuzen in 1566 verwoest is. Een nazaat van dit klooster staat er heden ten dage nog, het Huiszittenweduwenhof. 